# 旺清门镇

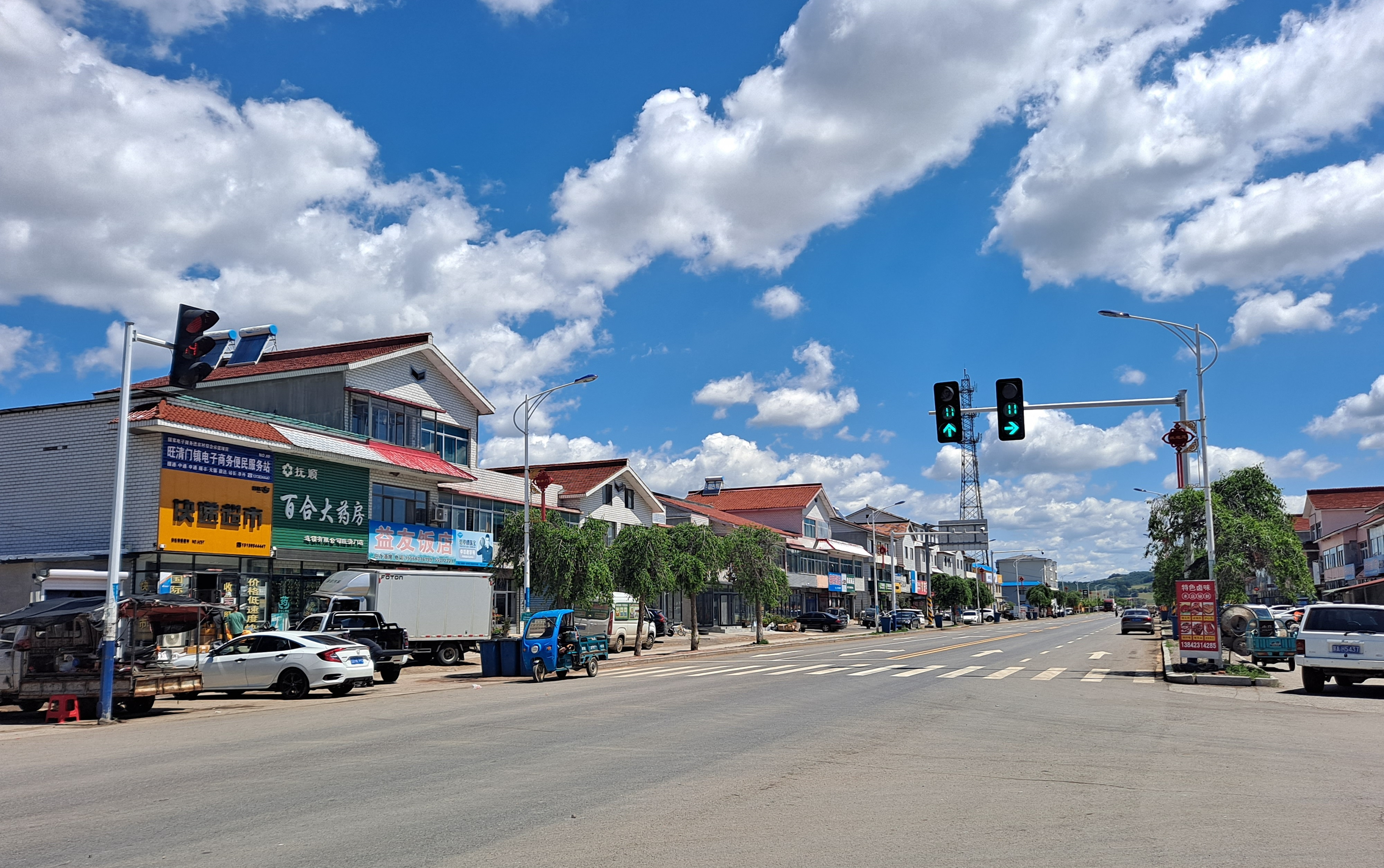
旺清门镇

旺清门镇，是中华人民共和国辽宁省抚顺市新宾满族自治县下辖的一个乡镇级行政单位。

## 行政区划
旺清门镇下辖以下地区：
旺清门朝鲜村、东江沿村、东江沿朝村、夹河北村、蜂蜜沟村、头道沟村、江南村、大荒沟村和旺清门村。